# Un, dos, ¡chef!
Un, dos, ¡chef! es un programa culinario de Disney Channel España estrenado en 2014. Está protagonizada por el joven participante de MasterChef Junior Aimar y por El Monaguillo (antes Luis Piedrahíta).
Cada semana, ambos deberán elaborar un plato con la única condición de que incluya el ingrediente que más odie el invitado que rete al programa.
El 22 de julio de 2015 renovaron la serie para una segunda temporada. La segunda temporada se estrenó con un nuevo entrenador, El Monaguillo. La segunda temporada se estrenó el 12 de octubre de 2015 en Disney Channel España.

## Reparto

### 1ª temporada

#### Presentadores
- Aimar San Miguel
- Luis Piedrahíta

#### Invitados
- Carlos Latre (Episodio 1)
- Gemeliers (Episodio 2)
- Cristina Castaño (Episodio 3)
- Fernando Tejero (Episodio 4)
- Matilde Ortiz (Episodio 5)
- Jennifer Pareja (Episodio 5)
- Edu Soto (Episodio 6)
- El Aberroncho (Episodio 7)
- Sweet California (Episodio 8)
- Abraham Mateo (Episodio 9)
- Laura Sánchez (Episodio 10)
- Gisela Pulido (Episodio 11)
- María Parrado (Episodio 12)
- Manuela Velasco (Episodio 13)

### 2ª temporada

#### Presentadores
- Aimar San Miguel (Episodio 1 - presente)
- El Monaguillo (Episodio 1 - presente)
- Ferran Adrià (Episodio 10 - 15)

#### Invitados
- Martina Stoessel (Episodio 1)
- Leo Harlem (Episodio 2)
- Edurne (Episodio 3)
- Cameron Boyce (Episodio 4)
- Alexandra Beaton (Episodio 5)
- Miki Nadal (Episodio 6)
- Sofia Carson (Episodio 7)
- Dvicio (Episodio 8)
- Pilar Rubio (Episodio 9)
- Álvaro Arbeloa (Episodio 10)
- Manuel Carrasco (Episodio 11)
- Hugo Silva (Episodio 12)
- Nani Roma (Episodio 13)
- Martina Klein (Episodio 14)
- Fernando Torres (Episodio 15)

### 3ª temporada

#### Presentadores
- Aimar San Miguel (Episodio 1 - presente)
- El Monaguillo (Episodio 1 - presente)

#### Invitados
- Karol Sevilla (Episodio 1)
- Vanesa Romero (Episodio 2)
- Ruggero Pasquarelli (Episodio 3)
- Antonio Orozco (Episodio 4)
- Lucía Gil (Episodio 5)
- Jandro (Episodio 6)
- Antonio José (Episodio 7)
- David Amor (Episodio 8)
- El Hombre de Negro (Episodio 9)
- Auryn (Episodio 10)
- Javier Fernández López (Episodio 11)
- Natalia (Episodio 12)
- Teo Planell y Toni Gómez (Zipi y Zape y la isla del capitán) (Episodio 13)

### 4ª temporada

#### Presentadores
- Paula Alós (Episodio 1 - presente)
- Canco Rodríguez (Episodio 1 - presente)

#### Invitados
- El Langui (Episodio 1)
- Juan y Medio (Episodio 2)
- Beatriz Luengo (Episodio 3)
- Jorge Marron (Episodio 4)
- Carlos Sobera (Episodio 5)
- Carolina Marín (Episodio 6)

## Episodios
| Temporada | Temporada | Episodios | Inicio                   | Final               |
| --------- | --------- | --------- | ------------------------ | ------------------- |
|           | 1         | 13        | 17 de octubre de 2014    | 2 de enero de 2015  |
|           | 2         | 15        | 12 de octubre de 2015    | 11 de junio de 2016 |
|           | 3         | 13        | 18 de septiembre de 2016 | 2017                |
|           | 4         | ??        | 2019                     | 2019                |
|           | Total     | 41        | 17 de octubre de 2014    | 2019                |

### Temporada 1: 2014-2015
| Episodio | Título del episodio                          | Fecha de emisión        | Audiencia      |
| -------- | -------------------------------------------- | ----------------------- | -------------- |
| 1        | Col para Carlos Latre                        | 17 de octubre de 2014   | 206 000 (2,3%) |
| 2        | Pulpo para Gemeliers                         | 17 de octubre de 2014   | 256 000 (2,7%) |
| 3        | Hígado para Cristina Castaño                 | 24 de octubre de 2014   | 226 000 (2,2%) |
| 4        | Guisantes para Fernando Tejero               | 31 de octubre de 2014   | 444 000 (3,1%) |
| 5        | Alubias para Matilde Ortiz y Jennifer Pareja | 7 de noviembre de 2014  | 159 000 (1,3%) |
| 6        | Lentejas para Edu Soto                       | 14 de noviembre de 2014 | 281 000 (2,3%) |
| 7        | Lenguado para Paco Collado (El Aberroncho)   | 21 de noviembre de 2014 | 256 000 (2,1%) |
| 8        | Mejillones para Sweet California             | 28 de noviembre de 2014 | 245 000 (2,0%) |
| 9        | Berenjenas para Abraham Mateo                | 5 de diciembre de 2014  | 317 000 (2,8%) |
| 10       | Bacalao para Laura Sánchez                   | 12 de diciembre de 2014 | 221 000 (1,8%) |
| 11       | Garbanzo para Gisela Pulido                  | 19 de diciembre de 2014 | 251 000 (2,2%) |
| 12       | Espinacas para María Parrado                 | 26 de diciembre de 2014 | 202 000 (1,6%) |
| 13       | Brócoli para Manuela Velasco                 | 2 de enero de 2015      | 160 000 (1,2%) |

### Temporada 2: 2015-2016
| Episodio | Título del episodio             | Fecha de emisión        | Audiencia      |
| -------- | ------------------------------- | ----------------------- | -------------- |
| 1        | Calabacín para Martina Stoessel | 12 de octubre de 2015   | 294 000 (1,7%) |
| 2        | Pescadilla para Leo Harlem      | 12 de octubre de 2015   | 278 000 (1,5%) |
| 3        | Tomate para Edurne              | 19 de octubre de 2015   | 298 000 (1,7%) |
| 4        | Calabaza para Cameron Boyce     | 26 de octubre de 2015   |                |
| 5        | Coliflor para Alexandra Beaton  | 2 de noviembre de 2015  |                |
| 6        | Setas para Miki Nadal           | 9 de noviembre de 2015  |                |
| 7        | Alcachofas para Sofia Carson    | 16 de noviembre de 2015 |                |
| 8        | Gambas para Dvicio              | 23 de noviembre de 2015 |                |
| 9        | Judías verdes para Pilar Rubio  | 30 de noviembre de 2015 |                |
| 10       | Salmón para Álvaro Arbeloa      | 7 de mayo de 2016       |                |
| 11       | Lentejas para Manuel Carrasco   | 14 de mayo de 2016      |                |
| 12       | Ajo para Hugo Silva             | 21 de mayo de 2016      |                |
| 13       | Cebolla para Nani Roma          | 28 de mayo de 2016      |                |
| 14       | Conejo para Martina Klein       | 4 de junio de 2016      |                |
| 15       | Calamares para Fernando Torres  | 11 de junio de 2016     |                |

### Temporada 3: 2016-presente
| Episodio | Título del episodio               | Fecha de emisión         | Audiencia |
| -------- | --------------------------------- | ------------------------ | --------- |
| 1        | Almejas para Karol Sevilla        | 11 de septiembre de 2016 |           |
| 2        | Pepino para Vanesa Romero         | 18 de septiembre de 2016 |           |
| 3        | Aguacate para Ruggero Pasquarelli | 25 de septiembre de 2016 |           |
| 4        | Acelgas para Antonio Orozco       | 2 de octubre de 2016     |           |
| 5        | Atún Lucía Gil                    | 2016                     |           |
| 6        | Salmón Jandro                     | 2016                     |           |
| 7        | Judías pintas Antonio José        | 2016                     |           |

- Datos: Q18416963